# 汗と涙のシンデレラストーリー
汗と涙のシンデレラストーリー（あせとなみだのシンデレラストーリー）は、SUPER☆GiRLSの17枚目のシングル。2017年11月29日にiDOL Streetから発売された。

## 概要
ジャケットA（CD+「汗と涙のシンデレラストーリー」のミュージック・ビデオ収録DVD）、ジャケットB（CD+「汗と涙のシンデレラストーリー」のミュージック・ビデオとメイキング収録Blu-ray Disc）、ジャケットC（CDのみ）、イベント会場/mu-moショップ限定のミュージック・カード（2種類）の4種5形態で発売。
2017年9月29日に行われた『ノンストップ全力ライブ 2017』で新曲として発売することを発表。木戸口桜子が卒業後、12名体制として最初のシングルである。同時に、田中美麗、尾澤ルナが参加する最後のシングルである。
表題曲「汗と涙のシンデレラストーリー」は同年10月10日に行われた『SUPER☆GiRLS 超絶☆定期公演』第1回目で初披露された。この楽曲はTHE イナズマ戦隊が制作、振付はENDoが担当。田中美麗がセンターを務め、「泥臭さ」や「再起奮闘」などをテーマにした楽曲である。ミュージックビデオの監督は岡川太郎で、「常に前進」をテーマにしている。
「It's only you」は同年11月14日に行われた『SUPER☆GiRLS 超絶☆定期公演』第2回目で初披露された。この楽曲の振り付けはメンバーの渡邉ひかるが担当している。
2021年12月25日に行われた『SUPER☆GiRLS リクエストアワー2021 ベスト15』では、ファンによる投票で第1位に選ばれてライブ披露された。

## 収録曲

### CD
1. 汗と涙のシンデレラストーリー [3:55]
作詞：上中丈弥、作曲：THE イナズマ戦隊、編曲：名村武
2. It's only you [4:36]
作詞：紅雨、作曲・編曲：悠木真一
3. 汗と涙のシンデレラストーリー (Instrumental)
4. It's only you (Instrumental)

### DVD
1. 汗と涙のシンデレラストーリー（Music Video）
2. 超絶☆少女的台湾旅程

### Blu-ray Disc
1. 汗と涙のシンデレラストーリー（Music Video）
2. 汗と涙のシンデレラストーリー（Music Video Making）

## 音楽配信
本作では先行配信がなく、CDの発売日にあたる11月29日にCDに収録されている4曲(Instrumental含む)およびMVが配信開始。ハイレゾ音源は配信されなかった。

## イベント
本作発売直前に「SUPER☆GiRLS宮崎理奈プロデュース公演『不思議の国のカンタータ 〜泣き声混じりの空想歌〜』」があったため、舞台に出演していた渡邉ひ、宮崎、溝手、内村、尾澤はリリースイベントを欠席することが多かった。田中は既に椎間板ヘルニアを発症していたため、ライブ等では制限した動きの中でのパフォーマンスとなっていた。
| 日程           | 公演名                                                   | 会場                                 | 備考 |
| -------------- | -------------------------------------------------------- | ------------------------------------ | --- |
| 2017年10月14日 | 予約イベント                                             | ラゾーナ川崎プラザ                   | 各日2部公演。ミニライブ・グループ別握手会。10月22日は悪天候のため握手会のみ実施。10月14日は渡邉幸・浅川が、21日は阿部が、22日は田中・阿部が、11月18日は溝手（1部のみ）・尾澤が、19日は渡邉幸が終日、渡邉ひ・宮崎・溝手・内村・尾澤が第2部の特典会を、26日は渡邉ひ・宮崎・溝手・浅川・内村・尾澤が、それぞれ不参加。 |
| 10月21日       | 予約イベント                                             | 西武船橋店                           | 各日2部公演。ミニライブ・グループ別握手会。10月22日は悪天候のため握手会のみ実施。10月14日は渡邉幸・浅川が、21日は阿部が、22日は田中・阿部が、11月18日は溝手（1部のみ）・尾澤が、19日は渡邉幸が終日、渡邉ひ・宮崎・溝手・内村・尾澤が第2部の特典会を、26日は渡邉ひ・宮崎・溝手・浅川・内村・尾澤が、それぞれ不参加。 |
| 10月22日       | 予約イベント                                             | たまプラーザテラス                   | 各日2部公演。ミニライブ・グループ別握手会。10月22日は悪天候のため握手会のみ実施。10月14日は渡邉幸・浅川が、21日は阿部が、22日は田中・阿部が、11月18日は溝手（1部のみ）・尾澤が、19日は渡邉幸が終日、渡邉ひ・宮崎・溝手・内村・尾澤が第2部の特典会を、26日は渡邉ひ・宮崎・溝手・浅川・内村・尾澤が、それぞれ不参加。 |
| 11月5日        | 予約イベント                                             | イオンモール八千代緑が丘             | 各日2部公演。ミニライブ・グループ別握手会。10月22日は悪天候のため握手会のみ実施。10月14日は渡邉幸・浅川が、21日は阿部が、22日は田中・阿部が、11月18日は溝手（1部のみ）・尾澤が、19日は渡邉幸が終日、渡邉ひ・宮崎・溝手・内村・尾澤が第2部の特典会を、26日は渡邉ひ・宮崎・溝手・浅川・内村・尾澤が、それぞれ不参加。 |
| 11月12日       | 予約イベント                                             | アーバンドック ららぽーと豊洲        | 各日2部公演。ミニライブ・グループ別握手会。10月22日は悪天候のため握手会のみ実施。10月14日は渡邉幸・浅川が、21日は阿部が、22日は田中・阿部が、11月18日は溝手（1部のみ）・尾澤が、19日は渡邉幸が終日、渡邉ひ・宮崎・溝手・内村・尾澤が第2部の特典会を、26日は渡邉ひ・宮崎・溝手・浅川・内村・尾澤が、それぞれ不参加。 |
| 11月18日       | 予約イベント                                             | ダイバーシティ東京プラザ             | 各日2部公演。ミニライブ・グループ別握手会。10月22日は悪天候のため握手会のみ実施。10月14日は渡邉幸・浅川が、21日は阿部が、22日は田中・阿部が、11月18日は溝手（1部のみ）・尾澤が、19日は渡邉幸が終日、渡邉ひ・宮崎・溝手・内村・尾澤が第2部の特典会を、26日は渡邉ひ・宮崎・溝手・浅川・内村・尾澤が、それぞれ不参加。 |
| 11月19日       | 予約イベント                                             | ららぽーと立川立飛                   | 各日2部公演。ミニライブ・グループ別握手会。10月22日は悪天候のため握手会のみ実施。10月14日は渡邉幸・浅川が、21日は阿部が、22日は田中・阿部が、11月18日は溝手（1部のみ）・尾澤が、19日は渡邉幸が終日、渡邉ひ・宮崎・溝手・内村・尾澤が第2部の特典会を、26日は渡邉ひ・宮崎・溝手・浅川・内村・尾澤が、それぞれ不参加。 |
| 11月26日       | 予約イベント                                             | イオンモール土浦                     | 各日2部公演。ミニライブ・グループ別握手会。10月22日は悪天候のため握手会のみ実施。10月14日は渡邉幸・浅川が、21日は阿部が、22日は田中・阿部が、11月18日は溝手（1部のみ）・尾澤が、19日は渡邉幸が終日、渡邉ひ・宮崎・溝手・内村・尾澤が第2部の特典会を、26日は渡邉ひ・宮崎・溝手・浅川・内村・尾澤が、それぞれ不参加。 |
| 11月28日       | 訪店イベント                                             | HMV & BOOKS SHIBUYA                  | グループ別握手会 |
| 11月29日       | 訪店イベント                                             | HMVエソラ池袋店 タワーレコード池袋店 | グループ別握手会 |
| 11月30日       | 訪店イベント                                             | SHIBUYA TSUTAYA タワーレコード渋谷店 | グループ別握手会 |
| 12月2日        | リリースイベント                                         | もりのみやキューズモールBASE         | 各日2部公演。ミニライブ・グループ別握手会。 |
| 12月3日        | リリースイベント                                         | OCAT                                 | 各日2部公演。ミニライブ・グループ別握手会。 |
| 11月11日       | ネットサイン会                                           | LINE LIVE                            | 渡邉幸・浅川・内村は不参加。 |
| 12月17日       | 個別握手会／個別ゲーム対決                               | サンライズビル                       | 個別撮影会6部制・個別ゲーム対決7部制。mu-moショップでの参加券付き商品購入者対象。尾澤は欠席し、購入者に対しては返金対応で対処した。 |
| 2018年1月13日  | 個別撮影会／グループ撮影会／個別サイン会／個別ゲーム対決 | サンライズビル                       | 個別撮影会4部制・グループ撮影会3部制・個別サイン会1部制・個別ゲーム対決5部制。mu-moショップでの参加券付き商品購入者対象。石橋、尾澤は欠席し、購入者に対しては返金対応で対処した。 |

※他、各イベントにおいて予約購入者対象の握手会も開催。